# Geschiedenis van thee in Nederland

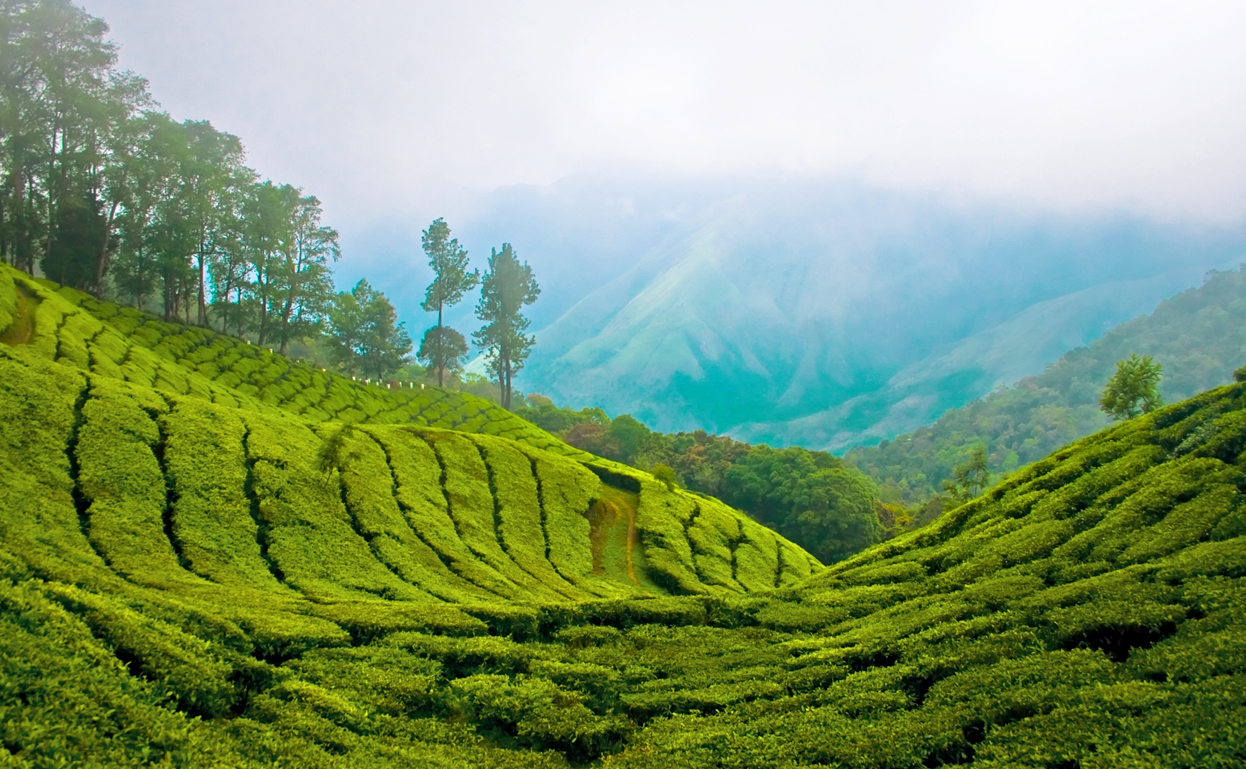
Een theeplantage

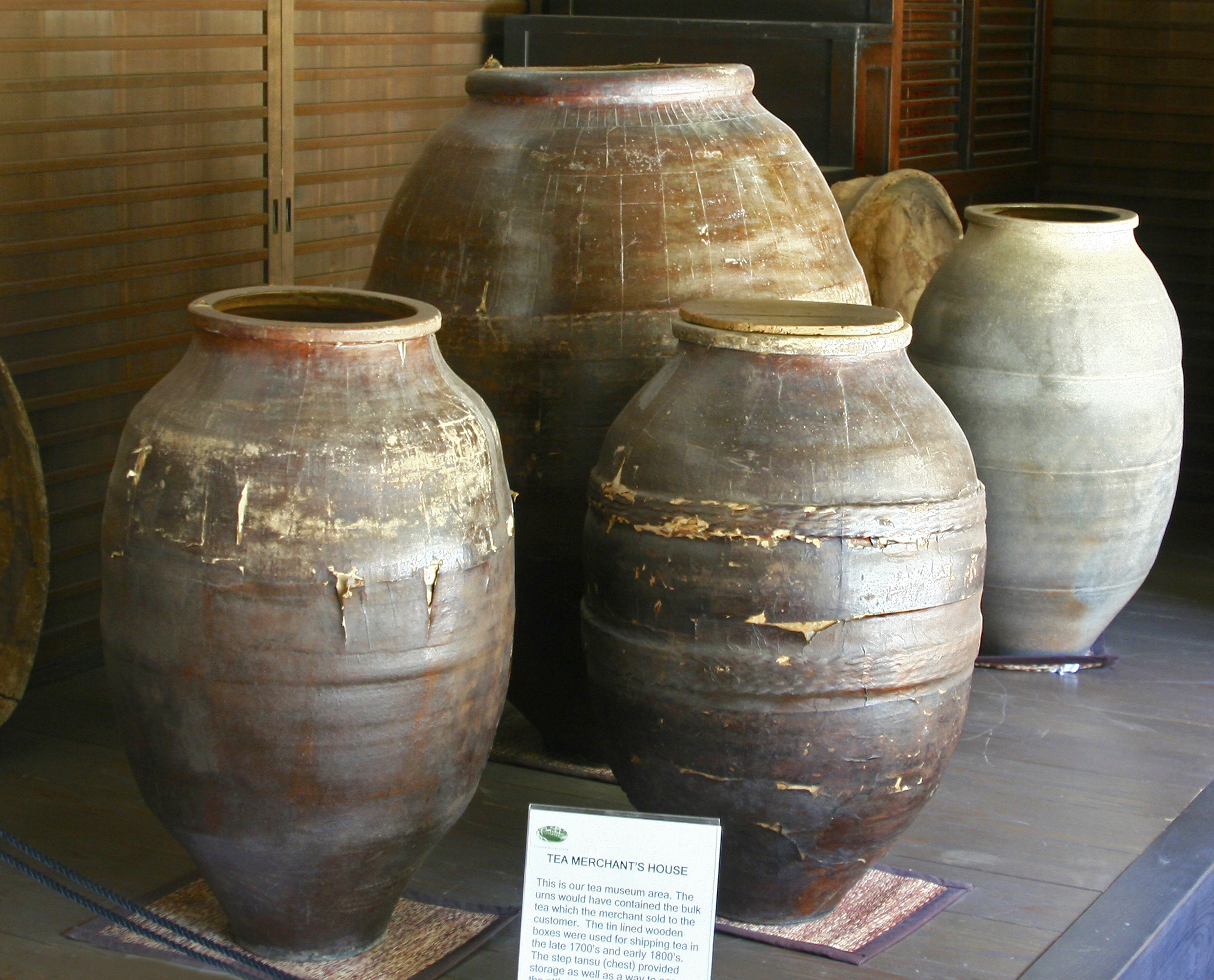
Oude thee-urnen gebruikt door handelaren om thee in op te slaan

De geschiedenis van thee in Nederland begon in 1610 toen Nederlanders de eerste kleine vracht thee naar Europa brachten.
De drank wekte de aandacht van artsen, die theedrinken als wondermiddel tegen allerlei kwaaltjes gingen toepassen. Ook verzamelaars hadden interesse in deze nieuwe drank, de theeblaadjes werden als curiosa onder andere opgenomen in de verzamelingen van de Leidse universiteit.

## 17de eeuw
Tijdens de eerste helft van de 17e eeuw werd thee voornamelijk gebruikt als geneesmiddel en bleef grotendeels voorbehouden aan de elite. Pas aan het einde van de 17e eeuw gingen meer mensen thee drinken. Men dronk niet langer alleen thee vanwege de medicinale kwaliteiten: steeds meer mensen in Nederland dronken thee omdat het lekker was en een sociale bezigheid was geworden. Voorname dames gingen overdag bij elkaar op visite om thee te drinken en om te praten; een nieuwe dagbesteding die bij veel mannen in verkeerde aarde viel. Ondanks de veel gehoorde mannelijke kritiek op deze nieuwe sociale activiteit, verspreidde het drinken van thee als sociaal genotsmiddel zich verticaal door de samenleving heen.

## 18de eeuw
Waar eerder alleen vooraanstaande vrouwen thee dronken, kon vanaf het begin van de 18e eeuw ook het “gewone” volk zich veroorloven om te genieten van deze, met status verbonden, drank. De status van thee verminderde naarmate meer mensen het gingen drinken, waardoor de elite naar manieren zocht om zich toch nog te onderscheiden. De elite ging bijvoorbeeld over op drinken van exclusieve en dure theesoorten, die de modale burger zich niet kon veroorloven en leverde kritiek op de manier waarop de modale burgers thee dronken.

## Fasen
Het theedrinken in Nederland in de 17e en 18e eeuw heeft drie fases gekend en in elke fase heeft theedrinken een andere functie gehad.
De eerste fase kan men aanduidden als de fase waarin thee voornamelijk als een geneesmiddel werd gezien en voornamelijk door mannen genuttigd werd. Deze fase begint in 1610 als thee in Nederland geïntroduceerd wordt en door artsen als medicijn wordt toegepast.
De tweede fase begint rond 1650, wanneer steeds meer mensen thee gaan drinken omdat het als een lekkere en exotische drank werd gezien. In deze fase, die tot ongeveer 1680 duurt, heeft thee de functie van een genotsmiddel gekregen en wordt voornamelijk door rijke en welgestelde vrouwen gedronken.
In de derde fase vanaf 1680 gaat het sociale ritueel rond het theedrinken een steeds belangrijker rol spelen. De theeceremonie wordt gebruikt door vrouwen om bij elkaar te komen voor de gezelligheid en om te praten. Men ziet in deze periode dat niet langer alleen de rijken en welgestelden thee dronken, maar dat steeds meer modale burgers zich bezighielden met deze drinkgewoonte. Rond 1705 is thee algemeen geworden en wordt er thee gedronken bij een groot gedeelte van de bevolking in het gewest Holland.